# Stalix
Stalix es un género de peces de la familia Opistognathidae. Fue descrito por David Starr Jordan y John Otterbein Snyder en 1902.

## Especies
- Stalix davidsheni Klausewitz, 1985
- Stalix dicra Smith-Vaniz, 1989
- Stalix eremia Smith-Vaniz, 1989
- Stalix flavida Smith-Vaniz, 1989
- Stalix histrio D. S. Jordan y Snyder, 1902
- Stalix immaculata C. Y. Xu y H. Z. Zhan, 1980
- Stalix moenensis (Popta, 1922)
- Stalix novikovi Prokófiev, 2015 [6]
- Stalix omanensis Norman, 1939
- Stalix sheni Smith-Vaniz, 1989
- Stalix toyoshio Shinohara, 1999
- Stalix versluysi (M. C. W. Weber, 1913)